# Loxoceromyia longicornis
Loxoceromyia longicornis är en tvåvingeart som beskrevs av Friedrich Georg Hendel 1914. Loxoceromyia longicornis ingår i släktet Loxoceromyia och familjen bredmunsflugor.
Artens utbredningsområde är Ghana. Inga underarter finns listade i Catalogue of Life.